# Томас Хеффілд
Томас Хеффілд (англ. Thomas Haffield, 28 січня 1988) — британський плавець.
Учасник Олімпійських Ігор 2008 року.